# Фундетура-Маре
Фундетура-Маре (рум. Fundătura Mare) — село у повіті Васлуй в Румунії. Входить до складу комуни Івенешть.
Село розташоване на відстані 273 км на північ від Бухареста, 22 км на захід від Васлуя, 51 км на південь від Ясс, 149 км на північ від Галаца.

## Населення
За даними перепису населення 2002 року у селі проживали 146 осіб, з них 145 осіб (99,3%) румунів. Усі жителі села рідною мовою назвали румунську.